# Раджабов, Эрадж Хайдарович
Эрадж Хайдарович Раджабов (тадж. Эраҷ Раҷабов; 9 ноября 1990 года) — таджикский футболист, защитник клуба «Худжанд» и национальной сборной Таджикистана.

## Карьера
В 2007—2009 годах выступал за душанбинское «Динамо». В 2009 году перешёл в душанбинский «Истиклол» и выступал за данный клуб до конца 2015 года. С 2016 года является игроком «Худжанда».
Играл за юношескую и молодёжную сборные страны. В 2008 году впервые был вызван в национальную сборную Таджикистана. До сегодняшнего времени сыграл в составе сборной Таджикистана в 37 матчах.